# NK 마리보르
노고메트니 클럽 마리보르 (Nogometni Klub Maribor)는 슬로베니아의 마리보르를 연고로 하는 축구 클럽으로 1960년에 설립 되었다.
홈 경기장은 류드스키 브르트 (Stadion Ljudski Vrt)이며 유고슬라비아 1부 리그 시절에는 1967-68 시즌부터 1971-72 시즌까지 5시즌 간 1부 리그에 소속되어 있었다.
1991-92 시즌에 시작한 슬로베니아 1부 리그에서 첫 해부터 1부 리그에 소속 되었고 슬로베니아 컵에서 초대 우승 팀이 되었다. 1996-97 시즌에 처음으로 리그 우승을 하면서 그 이후 7시즌 연속으로 리그 우승을 기록했다.

## 선수 명단

### 현역
참고: FIFA 자격 규정에 따라 소속된 국가대표팀 국기를 표시합니다. 선수는 복수의 FIFA 비회원국 국적을 가지고 있을 수 있습니다.
| 번호 | 포지션 | 국적     | 이름            |
| ---- | ------ | -------- | --------------- |
| 17   | MF     | 잉글랜드 | 셰이 오조       |
| 21   | MF     |          | 카롤 보리스     |
| 30   | FW     | 가나     | 벤자민 테타     |
| 42   | FW     |          | 카이 메릴루오토 |
| 44   | DF     | 튀니지   | 오마르 레킥     |

| 번호 | 포지션 | 국적     | 이름            |
| ---- | ------ | -------- | --------------- |
| 70   | MF     | 튀르키예 | 바르투으 엘마즈 |
| 81   | GK     |          | 메노 베르흐센   |

## 역대 감독
| 감독                | 임기      |
| ------------------- | --------- |
| 마티아시 케크       | 2000      |
| 마티아시 케크(대행) | 2001      |
| 마티아시 케크       | 2002~2004 |
| 다르코 밀라니치     | 2011      |
| 안테 시문자         | 2013~2015 |
| 다르코 밀라니치     | 2016~2020 |
| 마우로 카모라네시   | 2020~2021 |
| 안테 시문자         | 2023      |
| 보슈찬 체사르       | 2024~     |